# K-ON！輕音部
《K-ON！輕音部》（日语： Keion!）是kakifly以四格漫画形式發表的日本漫畫作品，以及後來以此为原作的被改編成為同名電視動畫的作品群。
標題取日文“輕音樂”（けいおんがく）一詞的前面四個平假名。漫畫自2007年5月開始在芳文社四格漫畫月刊《Manga Time Kirara》上連載，並自2008年10月開始在芳文社雜誌《Manga Time Kirara Carat》上隔月連載。單行本全4卷。
由京都動畫製作的同名電視動畫日本於2009年4月播出，引起巨大的熱潮和經濟效應；Animax在香港、台灣則分別於2010年3月9日、3月24日播出；台灣方面由樂團旺福擔任代言人。動畫第2季於2010年4月6日開始播出，標題改為《K-ON!!》（日語：けいおん!!）。根據雜誌《Manga Time Kirara》消息，單行本第四卷為漫畫最終卷，於2010年9月27日發售，漫畫與動畫一併完結。2010年9月29日在第2季播畢後發佈製作劇場版的消息。
2011年2月9日於《Manga Time Kirara》雜誌同年3月號封面預告本作將再度開始新連載，《Manga Time Kirara》連載的是4人的大學劇情，從2011年4月9日開始到2012年6月8日連載結束，單行本全1卷；而《Manga Time Kirara Carat》則是憂、梓、純的高中劇情，從2011年4月28日開始到2012年6月28日結束，單行本全1卷。
2018年6月9日《Manga Time Kirara》雜誌預告今年7月本作的續篇《K-ON！輕音部 Shuffle》将于7月9日发售的8月号上开始连载，主角为担当鼓手的新角色。

## 劇情簡介
新學年開始，樱丘高中輕音部因原有部員全部畢業離校而無法達到部員4人的最低人數。輕音部新成員只有秋山澪和田井中律。溫柔可愛的千金大小姐琴吹紬因覺得田井中律及秋山澪的互動很有趣而入社；平澤唯在陰差陽錯的情況下把「輕音」當作“輕鬆的音樂”，又想起小時候玩響板得到老師表揚，所以申請入部。於是，便有了貝斯手秋山澪、吉他手平澤唯、鼓手田井中律及鍵盤手琴吹紬。後來新成員中野梓加入輕音部，成為第二名吉他手。

## 舞台

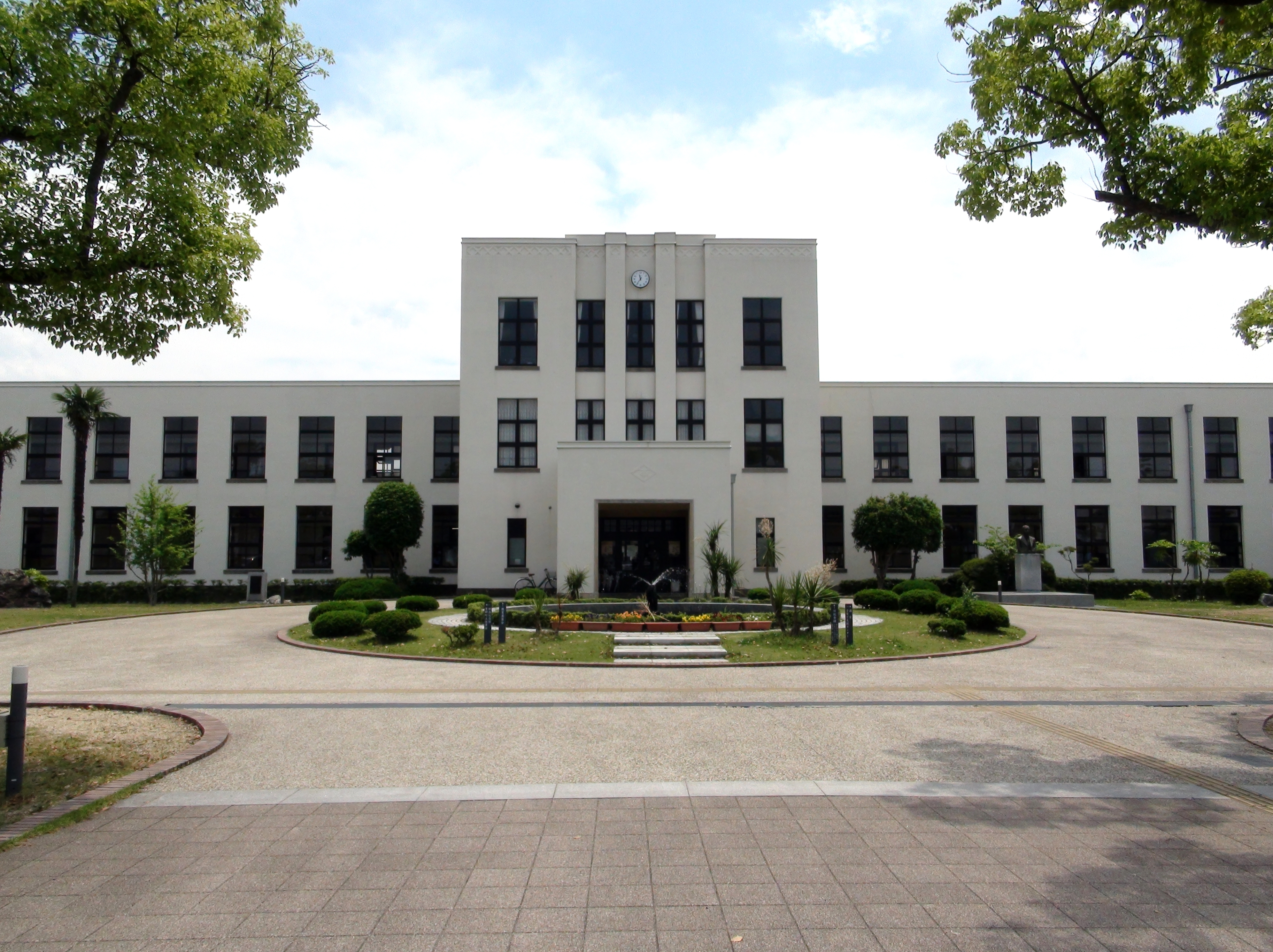
豐鄉小學校舊校舍

原作並無特別設定場景，在確定動畫化後，負責製作之京都動畫雖然將生活圈設定於關東地區，但將許多京都地區景色包含其中：琴吹紬平日通學時搭乘電車與候車月台參考自京都市內營運的叡山電鐵本線出町柳站與修學院站，主角們上下課的沿路和快餐店則參考京都市左京區北山通和白川通一帶，而樂器店和商店街即參考自京都市四條河原町一帶的商業區；三年級學生修學旅行當中所出現知名歷史文化建築，如金閣寺、北野天滿宮、今宮神社等。主角們就讀的櫻丘高中，動畫版稱為櫻丘女子高中（桜が丘女子高等学校），以滋賀縣犬上郡豐鄉町立豐鄉小學校舊校舍為藍本；此地因動畫播出，成為許多動漫迷聖地巡禮地點之一。

## 登場人物

### 櫻高輕音部
平澤唯（聲：豐崎愛生（日本）；林美秀（台灣）；何璐怡（無綫）、賴芸芬（Animax 香港）；Stephanie Sheh（美国））
生日：11月27日（射手座）、身高156cm、體重45kg、血型：O型
學籍：1年3班→2年2班→3年2班
迷迷糊糊、有點天然呆的女孩。輕音部的主音吉他手同时也是主唱。因為錯把輕音樂當成「輕鬆、簡易的音樂」而加入輕音部。念書和運動都不擅長，樂器演奏也是完全的初學者，但是卻意外發揮出眾的才能，可以玩響板，具絕對音感，可以不靠調音器听出琴弦音高。她把自己的吉他稱為「吉太」。
和妹妹姓氏取自日本樂團P-MODEL的平澤進及其兄平澤裕一。
秋山澪（聲：日笠陽子（日本）；錢欣郁（台灣）；羅杏芝（無綫）、郭碧珍（Animax 香港）；Cristina Vee（美国））
生日：1月15日（摩羯座）、身高160cm、體重48kg、血型：A型
學籍：1年2班→2年1班→3年2班
特徵是蓄及腰的黑髮，左撇子。人氣極高的女生，因為在學園祭登台那次出糗而有了後援會。輕音部的電貝斯手，有时候会代替小唯当主唱，同时擔任主要的作詞。本來想加入文藝部，但被小律強迫拉入輕音部。表面上很成熟，功課也不錯，但性格很內向，而且容易發飆，很怕恐怖的故事或話題。貝斯被小唯取名「伊麗莎白」，本人剛開始不認可，但是之後認同了。她是隊中樂理最好的技巧型樂手。
姓氏取自P-MODEL的秋山勝彥。
田井中律（聲：佐藤聰美（日本）；謝佼娟（台灣）；劉惠雲（無綫）、林小寶（Animax 香港）；Cassandra Morris（美国））
生日：8月21日（獅子座）、身高154cm、體重43kg、血型：B型
學籍：1年2班→2年2班→3年2班
輕音部的部長及鼓手。頭上戴着髮箍。有點男孩子氣的女孩，覺得「吉他或鍵盤等要手指不停的按來按去而感到難以應付，而打鼓則不需且很帥」，而決定當鼓手。社團裏的搞笑主力，經常被澪用拳頭制裁。與澪從小時已經認識。
姓氏取自P-MODEL的田井中貞利。
琴吹紬（聲：壽美菜子（日本）；傅其慧（台灣）；鄭麗麗（無綫）、潘芳芳（Animax 香港）；Shelby Lindley（美国））
生日：7月2日（巨蟹座）、身高157cm、體重47kg、血型：O型
學籍：1年2班→2年2班→3年2班
眉毛很粗，遺傳自父親。輕音部的鍵盤手。本來是想加入合唱團，但被小律拉入輕音部。是大企業的董事長千金。性格大方溫厚，小孩子氣，看什麼都覺得很新鮮，偶爾也很頑皮。在部室的高價的茶具和點心都是她帶來的。從搬東西、第二季十四話和律去遊戲中心可以看出來力氣很大，可以自己扛上超過11kg的重型電子琴、鼓組合成器和揚聲器。在轻音部中担任作曲，她也有自學彈吉他，但沒有天賦。
姓氏取自P-MODEL的琴吹光。
中野梓（聲：竹達彩奈（日本）；雷碧文（台灣）；林元春（無綫）、郭碧珍（Animax 香港）；Christine Marie Cabanos（美国））
生日：11月11日（天蝎座）、身高150cm、體重41kg、血型：AB型
學籍：1年2班→2年1班
唯一輕音部的新成員和後輩。和小唯的妹妹小憂是同班同學。輕音部的第二電吉他手，是和弦式吉他手。在迎新會現場演唱時受到感動，特別是憧憬小唯的演奏而加入社團。性格認真，總是覺得社團的學姐們太鬆懈，之後亦逐漸融入社團。因為樣子可愛被小唯稱為「梓喵（あずにゃん）」，但是本人卻對自身的外貌不太滿意，主因就在於整個頭髮完全放下來的時候時常被稱為「日本娃娃」。吉他的名字被稱為「穆炭（Mustang）」。在TV动画第二季最后一话（26话）成为部长，同时好姐妹忧和纯也一起加入轻音部。
姓氏取自日本樂團P-MODEL的中野照夫。

### 其他關係人物
山中佐和子（聲：真田麻美（日本）；龍顯蕙（台灣）；朱妙蘭（無綫）、潘芳芳（Animax 香港）；Karen Strassman（美国））
生日：1月31日（水瓶座）、身高165cm、體重49kg、血型：B型
輕音部的顧問老師。努力表現得溫柔，因此頗受學生喜愛。興趣是製作角色扮演服裝。綽號小佐和。隱瞞過去走重金屬音樂的秘密。而且最詭異的是有時候會突然如幽靈般冒出來。
姓氏取自日本樂團The Pillows的山中澤男。
平澤憂（聲：米澤圓（日本）；傅其慧（台灣）；楊善諭→張頌欣（無綫）、鄭佩嘉（Animax 香港）；Xanthe Huynh（美国））
生日：2月22日（雙魚座）、身高154cm、體重45kg、血型：O型
學籍：1年2班→2年1班
比唯小一歲的妹妹。和小梓是同班同學。與姐姐長得十分相似卻有着不完全相同的性格，認真、懂禮儀，常常為姐姐處理家事雜務等，此外也和姐姐一樣具有出眾的才能，不過有時候往往是為了更好照顧姊姊而不自主學習的。非常關心及照顧姐姐。一旦把頭髮放下來就跟姐姐一樣，曾經扮成姐姐到輕音部練習，4位成員都分辨不出來（只有些許的違和感），後來由山中佐和子以胸部大小分別出來。唯等人毕业后憂就加入了轻音部学会了吉他，而且比唯弹得还好，加入了梓创建的名为若叶GIRLS的新乐队。
真鍋和（聲：藤東知夏（日本）；龍顯蕙（台灣）；陳琴雲（無綫）、鄭佩嘉（Animax 香港）；Laura Bailey（美国））
生日：12月26日（摩羯座）、身高158cm、體重47kg、血型：A型
學籍：1年3班→2年1班→3年2班
和小唯自小就認識的玩伴，推薦小唯參加社團活動的人。有著深紅棕色的短髮，配戴著紅色的無頂框眼鏡。頭腦清晰。學生會幹部，3年級時就任學生會長。因著唯的關係和輕音部成員成為好友。另外，也是澪後援會的主辦人（在曾我部學姐畢業後接任）。
姓氏取自The Pillows的真鍋吉明。
鈴木纯（聲：永田依子（日本）；林美秀（台灣）；黃紫嫻→陸惠玲→何寶珊（無綫）、林小寶（Animax 香港）；Michelle Ann Dunphy（美国））
是和小憂相同的中學畢業的朋友，之後也和小梓成了同班同學及好友。髮色是焦茶色的雙馬尾。動畫是加入爵士樂研究，對小澪十分景仰及愛慕。升上三年级之后，实现当时与梓的承诺，加入轻音部。
姓氏取自The Pillows的鈴木淳。

## 出版書籍
| 冊數        | 芳文社         | 芳文社                 | 尖端出版社    | 尖端出版社             | 中青动漫  | 中青动漫               | 封面人物                         |
| 冊數        | 發售日期       | ISBN                   | 發售日期      | ISBN                   | 發售日期  | ISBN                   | 封面人物                         |
| ----------- | -------------- | ---------------------- | ------------- | ---------------------- | --------- | ---------------------- | -------------------------------- |
| 1           | 2008年4月26日  | ISBN 978-4-8322-7693-2 | 2009年6月12日 | ISBN 978-957-10-9359-8 | 2024年4月 | ISBN 978-7-5153-6929-7 | 平澤唯                           |
| 2           | 2009年2月26日  | ISBN 978-4-8322-7781-6 | 2009年6月12日 | ISBN 978-957-10-9360-4 | 2024年4月 | ISBN 978-7-5153-6929-7 | 秋山澪                           |
| 3           | 2009年12月18日 | ISBN 978-4-8322-7869-1 | 2010年6月4日  | ISBN 978-957-10-9361-1 | 2024年4月 | ISBN 978-7-5153-6929-7 | 田井中律                         |
| 4           | 2010年9月27日  | ISBN 978-4-8322-7943-8 | 2011年2月9日  | ISBN 978-957-10-9362-8 | 2024年4月 | ISBN 978-7-5153-6929-7 | 琴吹紬                           |
| college     | 2012年9月27日  | ISBN 978-4-8322-4196-1 | 2013年2月19日 | ISBN 978-957-10-9363-5 |           |                        | 平澤唯、秋山澪、田井中律、琴吹紬 |
| high school | 2012年10月27日 | ISBN 978-4-8322-4209-8 | 2013年4月20日 | ISBN 978-957-10-9364-2 |           |                        | 中野梓、平澤憂、鈴木純           |
| Shuffle 1   | 2020年2月27日  | ISBN 978-4-8322-7171-5 | 2021年2月5日  | ISBN 978-957-109-297-3 |           |                        | 清水楓、佐久間紫、澤部真帆       |
| Shuffle 2   | 2022年7月27日  | ISBN 978-4-8322-7382-5 | 2025年1月17日 | ISBN 978-626-403-433-3 |           |                        | 川邊梨沙、大竹蘭花               |
| Shuffle 3   | 2024年3月27日  | ISBN 978-4-8322-9535-3 |               |                        |           |                        | 清水楓、佐久間紫、澤部真帆       |

### 替換用封面
日語版販售時會依照販售店家的不同，另外會附贈替換用封面當作贈品。在Melonbooks限定版封面，第一冊為平澤憂、第二冊為中野梓、第三冊為秋山澪、以及第四冊為琴吹紬，皆為穿著泳衣的身姿；而在第四冊販售時，第一冊到第三冊的替換用封面再版印刷。在Gamers限定版封面，第三冊與一起購買的限定版替換用封面為平澤唯與中野梓的限定替換用封面，僅購買第三冊的限定版替換用封面是秋山澪穿著和服的身姿，第四冊限定版封面是秋山澪的穿著體操服的身姿。在Animate附贈的第四冊限定版封面是中野梓在吉他旁邊橫臥的身姿。而在《Manga Time Kirara Carat》2010年11月號，《K-ON！輕音部裡》的連續附錄第三回贈送中野梓的限定替換用封面（粉紅色）。

## 電視動畫
第1季於2009年1月開始製作。其後自2009年4月2日起在TBS系部分電視台播放，由京都動畫制作，本篇12話，另有1話番外篇緊隨播放，另1話番外篇則收錄在2010年1月20日發售的DVD/BD第7卷中，共14話。
第2季於2009年12月30日官方聲優活動中的動畫制作决定PV公佈，官方網頁亦以海報形式發佈消息。動畫沿用舊有製作團隊，已經於2010年4月6日起在TBS系全部電視台播放，標題亦改為《K-ON!!》。1話番外篇收錄在2011年3月16日發售的DVD/BD第9卷中。全27話。電視播放最後一話後宣佈劇場版製作的消息。
台灣動畫代理發行方面，全部由普威爾國際代理發行。

### 制作人员
- 原作：kakifly（芳文社《Manga Time Kirara》連載）
- 監督：山田尚子
- 系列構成：吉田玲子
- 人物設定、總作画監督：堀口悠纪子
- 樂器設定、樂器作畫監督：高橋博行
- 美術：田村盛揮
- 色彩設計：竹田明代
- 攝影監督：山本倫
- 編輯：重村建吾
- 音響監督：鹤岡陽太
- 音樂：百石元
- 制片人：中山佳久（TBS電視）、中村伸一（波麗佳音）、太布尚弘（Movic）、八田陽子（京都動畫）
- 動畫制作：京都動畫
- 制作：櫻高輕音部、TBS電視

### 配音人員
| 角色       | 日本       | 台灣   | 香港   | 香港                     | 美国                   |
| 角色       | 日本       | 台灣   | Animax | TVB                      | 美国                   |
| ---------- | ---------- | ------ | ------ | ------------------------ | ---------------------- |
| 平澤唯     | 豐崎愛生   | 林美秀 | 賴芸芬 | 何璐怡                   | 斯蒂芬妮·谢茹藩        |
| 秋山澪     | 日笠陽子   | 錢欣郁 | 郭碧珍 | 羅杏芝                   | 克里斯蒂娜·瓦伦瑞拉    |
| 田井中律   | 佐藤聰美   | 謝佼娟 | 林小寶 | 劉惠雲                   | 卡珊德拉·李·莫里斯     |
| 琴吹紬     | 壽美菜子   | 傅其慧 | 潘芳芳 | 鄭麗麗                   | 谢尔比·艾丽孙·林德利   |
| 中野梓     | 竹達彩奈   | 雷碧文 | 郭碧珍 | 林元春                   | 克里斯汀·玛丽·卡巴诺斯 |
| 山中佐和子 | 真田麻美   | 龍顯蕙 | 潘芳芳 | 朱妙蘭                   | 卡伦·斯特拉斯曼        |
| 平澤憂     | 米澤圓     | 傅其慧 | 鄭佩嘉 | 楊善諭 → 張頌欣          | 桑席·雄音              |
| 真鍋和     | 藤東知夏   | 龍顯蕙 | 鄭佩嘉 | 陳琴雲 → 魏惠娥          | 劳拉·唐·贝尔利         |
| 鈴木純     | 永田依子   | 林美秀 | 林小寶 | 黃紫嫻 → 陸惠玲 → 何寶珊 | 米歇尔·安·盾希         |
| 齊藤       | 丸山詠二   | 何志威 |        | 朱子聰                   |                        |
| 曾我部惠   | 兒玉明日美 | 雷碧文 | 潘芳芳 | 林芷筠                   | 阿曼达·诗琳·米勒       |
| 堀込       | 金谷英孝   | 何志威 |        |                          |                        |
| 沖山陽二   | 谷内健     | 何志威 |        |                          |                        |
| 田井中聰   | 伊藤實華   | 雷碧文 |        | 陳皓宜 → 黃鳳英 → 林丹鳳 |                        |
| 星野瞳     | 庄子裕衣   | 錢欣郁 |        |                          |                        |
| 梓喵2號    | 日笠陽子   |        |        |                          |                        |
| 真希       | 中尾衣里   | 龍顯蕙 |        |                          |                        |
| 綾         | 仙台惠理   | 錢欣郁 |        | 張頌欣                   |                        |
| 川上小姐   | 中村千繪   | 雷碧文 |        |                          |                        |
| 一文字富   | 千千松幸子 | 錢欣郁 |        | 袁淑珍                   |                        |
| 河口紀美   | 淺川悠     | 傅其慧 | 鄭佩嘉 | 陸惠玲                   |                        |

### 主題曲／劇中曲
第1季
- 片頭曲Cagayake!GIRLS

作詞：大森祥子，作曲、编曲：Tom-H@ck
演出：樱高輕音部［平澤唯（主唱）、秋山澪、田井中律、琴吹紬、中野梓（聲：豐崎愛生、日笠陽子、佐藤聰美、壽美菜子、竹達彩奈）］
- 片尾曲Don't say "lazy"

作詞：大森祥子，作曲：前澤寬之，编曲：小森茂生
演出：樱高輕音部［秋山澪（主唱）、平澤唯、田井中律、琴吹紬（聲：日笠陽子、豐崎愛生、佐藤聰美、壽美菜子）］
- 劇中曲

1. （请给我翅膀）
  - 作詞：山上路夫，作曲：村井邦彥
  - 演出：櫻高輕音部［秋山澪、平澤唯(主唱)、田井中律、琴吹紬（聲：日笠陽子、豐崎愛生、佐藤聰美、壽美菜子）］
  - 出現話數：第1話
2. Maddy Candy
  - 作词：KANATA，作曲、編曲：小森茂生
  - 演唱：山中佐和子（聲：真田麻美）
  - 出現話數：第4話
3. （輕飄飄時間）
  - 作词：秋山澪，作曲：琴吹紬[22]
  - 出現話數：第5、6、11、12、13、14話。
4. （盛上咖哩的白飯）
  - 作词：平澤唯，作曲：平澤唯
  - 出現話數：第8話
5. （我的釘書機之戀）
  - 作词：秋山澪，作曲：琴吹紬[23]
  - 出現話數：第8、9話
6. （毛筆 ～原子筆～）
  - 作词：秋山澪，作曲：琴吹紬[24]
  - 出現話數：第12話

- 第2季
- 片頭曲

1. GO! GO! MANIAC（第1話 - 第13話）
  - 作词：大森祥子，作曲、编曲：Tom-H@ck
  - 演出：放學後TEA TIME［平澤唯（主唱）、秋山澪、田井中律、琴吹紬、中野梓（聲：豐崎爱生、日笠陽子、佐藤聰美、壽美菜子、竹達彩奈）］
2. Utauyo!!MIRACLE（第14話 - 第27話）
  - 作词：大森祥子，作曲、编曲：Tom-H@ck
  - 演出：放學後TEA TIME［平澤唯（主唱）、秋山澪、田井中律、琴吹紬、中野梓（聲：豐崎爱生、日笠陽子、佐藤聰美、壽美菜子、竹達彩奈）］

- 片尾曲

1. Listen!!（第1話 - 第13話）
  - 作词：大森祥子，作曲：前澤寬之，编曲：小森茂生
  - 演出：放學後TEA TIME［秋山澪（主唱）、平泽唯、田井中律、琴吹紬、中野梓（聲：日笠陽子、豐崎爱生、佐藤聰美、壽美菜子、竹達彩奈）］
2. NO,Thank You!（第14話 - 第27話）
  - 作词：大森祥子，作曲：前澤寬之，编曲：小森茂生
  - 演出：放學後TEA TIME［秋山澪（主唱）、平泽唯、田井中律、琴吹紬、中野梓（聲：日笠陽子、豐崎爱生、佐藤聰美、壽美菜子、竹達彩奈）］

- 劇中曲

1. （櫻丘女子高中校歌）
  - 作詞、作曲：櫻高同窗會
  - 出現話數：第1話
2. （拍拍手之歌）
  - 作詞：不詳，作曲：盧梭
  - 出現話數：第5話
3. - 作詞：北原白秋，作曲：中山晉平
  - 出現話數：第6話
4. （純純的心 / Pure Pure Heart）
  - 作詞：秋山澪，作曲：琴吹紬［作詞：稻葉，作曲、編曲：前澤寬之］
  - 出現話數：第7話
5. （龜兔賽跑）
  - 作詞：石原和三郎，作曲：納所弁次郎
  - 出現話數：第8話
6. （筑子節）
  - 作詞、作曲：日本富山縣民謠
  - 出現話數：第9話
7. （毛筆 ～原子筆～（唯梓Ver.）)
  - 作詞：秋山澪，作曲：琴吹紬，編曲：平澤唯&中野梓
  - 出現話數：第9話
8. （Love）
  - 作詞、作曲：DEATH DEVIL
  - 出現話數：第10話
9. RULE
  - 作詞、作曲：BCS
  - 出現話數：第12話
10. Actress
  - 作詞、作曲：D-hoppers
  - 出現話數：第12話
11. - 作詞：平澤唯(憂)， 作曲：琴吹紬〔作詞 ：kakifly，作曲、編曲：bice〕
  - 出現話數：第20話
12. - 作詞：平澤唯，作曲：琴吹紬〔作詞 ：kakifly，作曲、編曲：前澤寬之〕
  - 出現話數：第20話
13. （相遇天使！）
  - 作詞：平澤唯、秋山澪、田井中律、琴吹紬，作曲： 琴吹紬〔作詞 ：稻葉，作曲、編曲：川口進〕
  - 出現話數：第24話

### 各话标题
| 話數        | 日文标题 | 中文標題       | 劇本     | 分镜              | 演出              | 作畫监督            |
| 第1季       | 第1季    | 第1季          | 第1季    | 第1季             | 第1季             | 第1季               |
| ----------- | -------- | -------------- | -------- | ----------------- | ----------------- | ------------------- |
| #1          |          | 废部！         | 吉田玲子 | 山田尚子          | 山田尚子          | 堀口悠纪子          |
| #2          |          | 乐器！         | 吉田玲子 | 北之原孝将        | 北之原孝将        | 西屋太志            |
| #3          |          | 特訓！         | 村元克彥 | 米田光良          | 米田光良          | 高桥真梨子          |
| #4          |          | 住宿集訓！     | 花田十辉 | 石立太一          | 石立太一          | 秋竹齐一            |
| #5          |          | 顾问！         | 花田十辉 | 高雄统子          | 高雄统子          | 植野千世子          |
| #6          |          | 校慶！         | 村元克彥 | 石原立也          | 石原立也          | 池田和美            |
| #7          |          | 圣诞節！       | 吉田玲子 | 北之原孝将        | 北之原孝将        | 堀口悠纪子          |
| #8          |          | 歡迎新生！     | 花田十辉 | 米田光良          | 米田光良          | 高桥真梨子          |
| #9          |          | 新成員！       | 吉田玲子 | 石立太一          | 石立太一          | 秋竹齐一            |
| #10         |          | 再度住宿集訓！ | 村元克彥 | 坂本一也          | 坂本一也          | 高桥博行            |
| #11         |          | 危机！         | 吉田玲子 | 高雄统子          | 高雄统子          | 植野千世子          |
| 最終回(#12) |          | 轻音！         | 花田十辉 | 石原立也 山田尚子 | 石原立也          | 池田和美            |
| 番外篇(#13) |          | 冬之日！       | 吉田玲子 | 山田尚子          | 北之原孝将        | 堀口悠纪子          |
| 番外篇(#14) |          | Live House！   | 吉田玲子 | 石立太一          | 石立太一          | 秋竹齐一 堀口悠纪子 |
| 第2季       |          |                |          |                   |                   |                     |
| #1          |          | 高三！         | 吉田玲子 | 山田尚子          | 山田尚子          | 堀口悠紀子          |
| #2          |          | 整理！         | 花田十輝 | 石原立也          | 石原立也          | 門脇未來            |
| #3          |          | 鼓手！         | 吉田玲子 | 山田尚子          | 北之原孝將        | 池田晶子            |
| #4          |          | 修学旅行！     | 村元克彥 | 三好一郎          | 三好一郎          | 西屋太志            |
| #5          |          | 看家！         | 花田十輝 | 石立太一          | 石立太一          | 植野千世子          |
| #6          |          | 梅雨！         | 吉田玲子 | 坂本一也          | 坂本一也          | 秋竹齊一            |
| #7          |          | 茶會！         | 横谷昌宏 | 内海紘子          | 内海紘子          | 池田和美            |
| #8          |          | 畢業出路！     | 村元克彥 | 米田光良          | 米田光良          | 門脇未來            |
| #9          |          | 期末考！       | 吉田玲子 | 武本康弘          | 北之原孝將        | 池田晶子            |
| #10         |          | 老師！         | 花田十輝 | 高雄統子          | 高雄統子          | 西屋太志            |
| #11         |          | 好熱！         | 村元克彥 | 石立太一          | 石立太一          | 植野千世子          |
| #12         |          | 夏日祭典！     | 吉田玲子 | 坂本一也          | 坂本一也          | 秋竹齊一            |
| #13         |          | 殘暑問候！     | 横谷昌宏 | 内海紘子          | 内海紘子          | 池田和美            |
| #14         |          | 暑期補習！     | 花田十輝 | 米田光良          | 米田光良          | 門脇未來            |
| #15         |          | 馬拉松大賽！   | 横谷昌宏 | 北之原孝將        | 北之原孝將        | 池田晶子            |
| #16         |          | 學姊！         | 村元克彥 | 高雄統子          | 高雄統子          | 堀口悠紀子          |
| #17         |          | 沒有社辦！     | 吉田玲子 | 石原立也          | 石立太一          | 植野千世子          |
| #18         |          | 主角！         | 花田十輝 | 坂本一也          | 坂本一也          | 秋竹齊一            |
| #19         |          | 羅密茱麗！     | 横谷昌宏 | 内海紘子          | 内海紘子          | 池田和美            |
| #20         |          | 校慶續篇！     | 村元克彥 | 石原立也          | 米田光良          | 門脇未来            |
| #21         |          | 畢業紀念冊！   | 吉田玲子 | 北之原孝將        | 北之原孝將        | 池田晶子            |
| #22         |          | 入學考試！     | 花田十辉 | 高雄統子          | 高雄統子          | 西屋太志            |
| #23         |          | 放學后！       | 吉田玲子 | 武本康弘          | 石立太一          | 植野千世子          |
| 最終回(#24) |          | 畢業典禮！     | 吉田玲子 | 山田尚子          | 山田尚子 坂本一也 | 堀口悠紀子          |
| 番外篇(#25) |          | 企劃會議！     | 橫谷昌宏 | 内海紘子          | 内海紘子          | 池田和美            |
| 番外篇(#26) |          | 拜訪！         | 花田十輝 | 米田光良          | 米田光良          | 門脇未来            |
| 番外篇(#27) |          | 計畫！         | 吉田玲子 | 武本康弘          | 武本康弘          | 池田晶子            |

### 播放電視台

#### 日本国内
日本深夜動畫：下文記載的日本国内播放時間使用日本標準時間（UTC+9）表示。因為部分時間标识會採用30小时制，因此請留意这类超过24:00的时间，其實際播放時間為翌日清晨。
| 播放地區       | 播放電視台     | 播放日期                       | 播放時間（UTC+9）                                                                                         | 備注                                       |
| 第1季          | 第1季          | 第1季                          | 第1季 | 第1季                                      |
| -------------- | -------------- | ------------------------------ | --- | ------------------------------------------ |
| 關東廣域圈     | TBS電視        | 2009年4月2日 - 6月25日         | 星期四 25時59分 - 26時29分                                                                                | 制作局                                     |
| 近畿廣域圈     | 每日放送       | 2009年4月9日 - 7月2日          | 星期四 25時55分 - 26時25分                                                                                |                                            |
| 宫城縣         | 東北放送       | 2009年4月16日 - 7月2日         | 星期四 25時34分 - 26時04分                                                                                |                                            |
| 中京廣域圈     | 中部日本放送   | 2009年4月16日 - 7月9日         | 星期四 26時00分 - 26時30分                                                                                |                                            |
| 北海道         | 北海道放送     | 2009年4月16日 - 7月9日         | 星期四 25時56分 - 26時26分                                                                                |                                            |
| 廣島縣         | 中國放送       | 2009年4月17日 - 7月10日        | 星期五 26時40分 - 27時10分                                                                                |                                            |
| 福岡縣         | RKB每日放送    | 2009年4月18日 - 7月11日        | 星期六 26時45分 - 27時15分                                                                                |                                            |
| 静岡縣         | 静岡放送       | 2009年4月22日 - 7月15日        | 星期三 25時29分 - 25時59分                                                                                |                                            |
| 日本全國       | BS-TBS         | 2009年4月25日 - 7月18日        | 星期六 25時00分 - 25時30分                                                                                | 長寬比16:9 SD畫質                          |
| 日本全國       | TBS channel    | 2010年4月16日 - 7月16日        | 星期五 22時30分 - 23時00分                                                                                | 長寬比16:9 SD畫質                          |
| 日本全國       | 日本迪士尼频道 | 2010年4月4日 - 7月16日         | 星期六 22時00分 - 22時30分                                                                                | 有重播，起初为每周一播出                   |
| 大分縣         | 大分放送       | 2011年7月8日 - 9月23日         | 星期五 25時25 - 25:55                                                                                     | 番外編未放送                               |
| 愛媛縣         | 爱电视台       | 2011年9月12日 - 11月28日       | 星期一 25時20 - 25:50                                                                                     |                                            |
| 鹿儿岛县       | 南日本放送     | 2011年9月13日 - 11月29日       | 星期二 24時40 - 25時10                                                                                    |                                            |
| 山口縣         | 山口电视台     | 2011年10月1日 - 12月17日       | 星期六 26時41 - 27時11                                                                                    |                                            |
| 冈山县、香川縣 | 山陽放送       | 2011年10月3日 - 12月19日       | 星期一 25時50 - 26時20分                                                                                  |                                            |
| 青森縣         | 青森电视台     | 2011年10月5日 - 12月21日       | 星期三 25時00 - 25時30分                                                                                  |                                            |
| 石川縣         | 北陸放送       | 2011年10月5日 - 12月21日       | 星期三 25時55 - 26時25分                                                                                  |                                            |
| 新潟縣         | 新潟放送       | 2011年10月9日 - 11月13日       | 星期日 24時50 - 25時50分                                                                                  | 2話连续放送 番外編未放送                   |
| 岩手縣         | IBC岩手放送    | 2011年10月11日 - 12月27日      | 星期二 24時50 - 25時20分                                                                                  | 番外編未放送                               |
| 山形縣         | TVU山形        | 2011年10月11日 - 12月27日      | 星期二 24時50 - 25時20分                                                                                  | 番外編未放送                               |
| 山梨縣         | 山梨电视台     | 2011年10月14日 - 12月30日      | 星期五 25時55分- 26時25分                                                                                 | 番外編未放送                               |
| 熊本縣         | 熊本放送       | 2011年10月23日 - 2012年1月22日 | 星期日 25時50分- 26時20分                                                                                 | 番外編未放送                               |
| 富山縣         | 郁金香电视台   | 2011年10月27日 - 2012年1月5日  | 星期四 25時52分- 26時22分                                                                                 | 1月5日2話连续放送 番外編未放送             |
| 福島縣         | TVU福島        | 2011年12月3日 - 2012年2月25日  | 星期六 26時18分- 26時48分                                                                                 | 番外編未放送                               |
| 長野縣         | 信越放送       | 2011年12月4日 - 2012年2月26日  | 星期日 5時45分- 6時15分                                                                                   | 番外編未放送                               |
| 冲绳县         | 琉球放送       | 2011年12月26日 - 12月30日      | 星期一 27時10分- 28時10分 星期二 26時50 - 27時50 星期三 26時55 - 27:55 星期四、星期五 26時40分 - 28時10分 | 特別編成 番外編未放送                      |
| 日本全国       | NHK BS Premium | 2016年4月7日 - 7月7日          | 星期四 18時30分 - 18時55分                                                                                | 包括之前电视未放送的番外篇                 |
| 第2季          |                |                                | |                                            |
| 關東廣域圈     | TBS電視        | 2010年4月6日 - 9月28日         | 星期二 25時25分 - 25時55分                                                                                | 制作局、字幕放送                           |
| 近畿廣域圈     | 每日放送       | 2010年4月10日 - 10月2日        | 星期六 26時28分 - 26時58分                                                                                | 字幕放送                                   |
| 青森縣         | 青森電視台     | 2010年4月18日 - 10月17日       | 星期日 24時50分 - 25時20分                                                                                | 2010年7月11日因 第22屆參議院選舉 停播1集。 |
| 熊本縣         | 熊本放送       | 2010年4月18日 - 10月17日       | 星期日 25時50分 - 26時20分                                                                                | 2010年7月11日因 第22屆參議院選舉 停播1集。 |
| 長崎縣         | 長崎放送       | 2010年4月19日 - 10月11日       | 星期一 24時50分 - 25時20分                                                                                |                                            |
| 石川縣         | 北陸放送       | 2010年4月19日 - 10月11日       | 星期一 25時25分 - 25時55分                                                                                | 字幕放送                                   |
| 鳥取縣、島根縣 | 山陰放送       | 2010年4月19日 - 10月11日       | 星期一 25時25分 - 25時55分                                                                                |                                            |
| 岡山縣、香川縣 | 山陽放送       | 2010年4月19日 - 10月11日       | 星期一 25時50分 - 26時20分                                                                                |                                            |
| 岩手縣         | IBC岩手放送    | 2010年4月20日 - 10月12日       | 星期二 24時45分 - 25時15分                                                                                |                                            |
| 山形縣         | TVU山形        | 2010年4月20日 - 10月12日       | 星期二 24時50分 - 25時20分                                                                                |                                            |
| 静岡縣         | 静岡放送       | 2010年4月20日 - 10月12日       | 星期二 25時20分 - 25時50分                                                                                |                                            |
| 新潟縣         | 新潟放送       | 2010年4月20日 - 10月12日       | 星期二 25時15分 - 25時45分                                                                                | 4月20日 - 7月20日改為 25時45分 - 26時15分  |
| 北海道         | 北海道放送     | 2010年4月20日 - 10月12日       | 星期二 25時56分 - 26時26分                                                                                |                                            |
| 鹿兒島縣       | 南日本放送     | 2010年4月21日 - 10月13日       | 星期三 25時10分 - 25時40分                                                                                |                                            |
| 高知縣         | 高知電視台     | 2010年4月21日 - 10月13日       | 星期三 26時31分 - 27時01分                                                                                |                                            |
| 山口縣         | 山口電視台     | 2010年4月22日 - 10月14日       | 星期四 25時17分 - 25時47分                                                                                |                                            |
| 愛媛縣         | 愛媛電視台     | 2010年4月22日 - 10月14日       | 星期四 25時20分 - 25時50分                                                                                |                                            |
| 大分縣         | 大分放送       | 2010年4月22日 - 10月14日       | 星期四 25時20分 - 25時50分                                                                                |                                            |
| 宫城縣         | 東北放送       | 2010年4月22日 - 10月14日       | 星期四 25時30分 - 26時00分                                                                                |                                            |
| 富山縣         | 鬱金香電視台   | 2010年4月22日 - 10月14日       | 星期四 25時35分 - 26時05分                                                                                |                                            |
| 山梨縣         | 山梨電視台     | 2010年4月22日 - 10月14日       | 星期四 25時55分 - 26時25分                                                                                | 字幕放送                                   |
| 中京廣域圈     | 中部日本放送   | 2010年4月22日 - 10月14日       | 星期四 26時30分 - 27時00分                                                                                | 字幕放送                                   |
| 沖繩縣         | 琉球放送       | 2010年4月23日 - 10月15日       | 星期五 26時05分 - 26時35分                                                                                | 4月23日 - 8月6日改為 26時35分 - 27時05分   |
| 廣島縣         | 中國放送       | 2010年4月23日 - 10月15日       | 星期五 26時55分 - 27時25分                                                                                |                                            |
| 長野縣         | 信越放送       | 2010年4月24日 - 10月16日       | 星期六 25時45分 - 26時15分                                                                                | 字幕放送                                   |
| 宮崎縣         | 宮崎放送       | 2010年4月24日 - 10月16日       | 星期六 26時09分 - 26時39分                                                                                |                                            |
| 福島縣         | TVU福島        | 2010年4月24日 - 10月16日       | 星期六 26時43分 - 27時13分                                                                                |                                            |
| 福岡縣         | RKB每日放送    | 2010年4月24日 - 10月16日       | 星期六 26時45分 - 27時15分                                                                                | 字幕放送                                   |
| 日本全國       | TBS channel    | 2011年8月7日 - 11月13日        | 星期日 22時00分 - 23時00分                                                                                | 2话连续放送 有重播                         |
| 日本全國       | 日本迪士尼频道 | 2013年10月7日 - 2014年1月30日  | 星期一 21時00分 - 21時30分                                                                                | 有重播                                     |
| 日本全国       | NHK BS Premium | 2016年7月14日 -                | 星期四 18時30分 - 18時55分                                                                                | 包括之前电视未放送的番外篇                 |

#### 日本国外
| 播放地區 | 播放電視台     | 播放期間                                        | 播放時間                                              | 備注                 | 參考資料 |
| 第1季    | 第1季          | 第1季                                           | 第1季                                                 | 第1季                | 第1季    |
| -------- | -------------- | ----------------------------------------------- | ----------------------------------------------------- | -------------------- | -------- |
| 香港     | Animax香港     | 2010年3月9日 - 4月21日                          | 星期二 22時00分 - 23時00分                            | 兩話連續播放         |          |
| 菲律賓   | Animax菲律賓   | 2010年3月21日 -                                 | 星期日 8時30分 - 9時30分                              | 兩話連續播放         |          |
| 東南亞   | Animax東南亞   | 2010年3月21日 -                                 | 星期日 8時30分 - 9時30分                              | 兩話連續播放         |          |
| 印度     | Animax印度     | 2010年3月21日 -                                 | 星期日 8時30分 - 9時30分                              | 兩話連續播放         |          |
| 台灣     | Animax台灣     | 2010年3月24日 - 4月12日                         | 星期一至五 20時30分 - 21時00分                        |                      |          |
| 香港     | J2             | 2010年9月12日 - 12月19日                        | 星期日 23時30分 - 24時00分                            | [ 26 ]               |          |
| 歐洲     | 日本語衛星放送 | 2012年5月18日 - 8月17日                         |                                                       |                      |          |
| 第2季    |                |                                                 |                                                       |                      |          |
| 香港     | Animax香港     | 2010年10月19日 - 2011年4月5日                   | 星期二 22時30分 - 23時00分                            |                      | [ 27 ]   |
| 香港     | J2             | 2011年5月22日 - 11月27日 2012年1月1日 - 1月15日 | 星期日 23時05分 - 23時35分 星期日 23時00分 - 23時30分 | 第1至24話 第25至27話 |          |
| 台灣     | Animax台灣     | 2010年10月24日 - 2011年4月3日                   | 星期日 20時30分 - 21時00分                            |                      |          |
| 歐洲     | 日本語衛星放送 | 2012年8月24日 - 2013年3月8日                    |                                                       |                      |          |

### DVD和BD
包含16:9長寬比的动画内容。其中BD版本带有大量特典，仅作为初回限定版販售。
| 卷數  | 發售日         | 收錄内容                | BD版映像特典                                              |
| 第1季 | 第1季          | 第1季                   | 第1季                                                     |
| ----- | -------------- | ----------------------- | --------------------------------------------------------- |
| 1     | 2009年7月30日  | 第1 - 2話               | URA-ON!「唯的好奇心系列」 豐崎愛生訪問                    |
| 2     | 2009年8月18日  | 第3 - 4話               | URA-ON!「小律的快速攝影系列」                             |
| 3     | 2009年9月15日  | 第5 - 6話               | URA-ON!「澪的小褲褲」                                     |
| 4     | 2009年10月20日 | 第7 - 8話               | URA-ON!「小小唯」 無字幕・主題曲(1)                       |
| 5     | 2009年11月17日 | 第9 - 10話              | URA-ON!「無人島系列」                                     |
| 6     | 2009年12月15日 | 第11 - 12話（最終回）   | URA-ON!「動物系列」                                       |
| 7     | 2010年1月19日  | 番外篇、新作番外篇      | URA-ON!「冬...之卷」 無字幕・主題曲(2)、片尾曲            |
| 第2季 |                |                         |                                                           |
| 1     | 2010年7月30日  | 第1 - 3話               | URA-ON!!「大家的占卜」                                    |
| 2     | 2010年8月18日  | 第4 - 6話               | URA-ON!!「名產故事」                                      |
| 3     | 2010年9月15日  | 第7 - 9話               | URA-ON!!「我想要有兄弟姊妹」                              |
| 4     | 2010年10月20日 | 第10 - 12話             | URA-ON!!「小時候的夢想」 無字幕・主題曲(1)、片尾曲(1)     |
| 5     | 2010年11月17日 | 第13 - 15話             | URA-ON!!「表演競賽」                                      |
| 6     | 2010年12月15日 | 第16 - 18話             | URA-ON!!「URA-ON!三分烹調」                               |
| 7     | 2011年1月19日  | 第19 - 21話             | URA-ON!!「櫻丘歌劇團」 無字幕・主題曲(2)、片尾曲(2)       |
| 8     | 2011年2月16日  | 第22 - 24話（最終回）   | URA-ON!!「傳說故事」                                      |
| 9     | 2011年3月16日  | 番外篇1 - 2、新作番外篇 | URA-ON!!「～救救我！小唯超人～」 URA-ON!!「輕音部饒舌歌」 |

K-ON! LIVE活動 ~Let's Go!~
2010年6月30日發售的LIVE DVD・BD。收錄了正編約150分、映像特典約15分。
K-ON!! LIVE活動 〜Come with Me!!〜
2011年8月3日發售的LIVE DVD・BD。收錄了正編約215分和映像特典約50分。

### URA-ON!
《K-ON!》電視動畫的藍光光盤中都收錄有「B面映像劇場」——URA-ON!（うらおん!），是二至三分鐘的短篇幽默劇場，作畫比較隨意。隨著第二季動畫的製作，標題也改成「URA-ON!!」。
URA-ON!
| 收錄卷 | 日文標題 | 中文標題                      |
| ------ | -------- | ----------------------------- |
| 1      |          | URA-ON!～唯的好奇心系列～     |
| 2      |          | URA-ON!～小律的快速攝影系列～ |
| 3      |          | URA-ON!～澪的小褲褲～         |
| 4      |          | URA-ON!～小小唯～             |
| 5      |          | URA-ON!～無人島系列～         |
| 6      |          | URA-ON!～動物系列～           |
| 7      |          | URA-ON!～冬...之卷～          |

URA-ON!!
| 收錄卷 | 日文標題 | 中文標題                                              |
| ------ | -------- | ----------------------------------------------------- |
| 1      |          | URA-ON!!～大家的占卜～                                |
| 2      |          | URA-ON!!～名產故事～                                  |
| 3      |          | URA-ON!!～我想要有兄弟姊妹～                          |
| 4      |          | URA-ON!!～小時候的夢想～                              |
| 5      |          | URA-ON!!～表演競賽～                                  |
| 6      |          | URA-ON!!～URA-ON!三分烹調～                           |
| 7      |          | URA-ON!!～櫻丘歌劇團～                                |
| 8      |          | URA-ON!!～傳說故事～                                  |
| 9      |          | URA-ON!!～救救我！小唯超人～ URA-ON!!～輕音部饒舌歌～ |

### 榮譽
第一季：
- Recochoku2009年上半年最優秀新人賞 - 櫻高輕音部
- 第14回Animation神戶賞主題歌賞（關西廣播賞） - 《Don't say "lazy"》
- 日經MJ2009年「熱門商品番付」西前頭
- 東京國際動畫博覽會2010 第9回東京動畫賞優秀賞電視節目部門
- 第24回日本金唱片大賞特別賞
- 電影旬報社「DVD of the Year 2009」最優秀TV動畫、OVA賞
- 第4回（2009年度）声優賞歌唱賞 - 放學後TEA TIME（豐崎愛生、日笠陽子、佐藤聰美、壽美菜子、竹達彩奈）

第二季：
- 第15回Animation神戶賞（關西廣播賞）- 作品賞・電視節目部門

## 劇場版
2010年9月28日，製作方面於電視播放最後一話後宣佈劇場版製作的消息。翌年2月20日於Come with Me LIVE活動中，由導演山田尚子親自宣佈劇場版於2011年12月3日日本戲院上映。據山田尚子表示，劇場版將不會是總集篇的重新剪接版，而是全新創作的延續篇。故事的大綱為輕音部的五個人將會去倫敦旅行。

## 網路廣播
電視動畫官方網站内的網路廣播。全30回。錄音員（部員）是豐崎愛生、日笠陽子、佐藤聰美、寿美菜子。2010年2月和3月發行的廣播CD。
2010年4月4日，在的第2期加入竹達彩奈。

### 播放時間
2009年動畫先在2月9日開始配信。第2回（2月20日）至第5回（4月3日）隔週配信。

### 嘉賓
- 第8回（4月24日） - 米澤圓
- 第10回（5月8日） - 真田麻美
- 第11回（5月15日） - 藤東知夏
- 第13回（5月29日） - 竹達彩奈
- 第16回（6月19日） - 竹達彩奈
- - 竹達彩奈（サプライズ）
- 第23回（8月7日） - 竹達彩奈

## 其他
2009年11月27日，因為正值平澤唯生日（K-ON! Comic Anthology第一卷也於同一天發售），日本的2ch網友自行發動大規模及各式各樣的慶祝活動；甚至同一天有網友出錢贊助高知賽馬場舉辦賽馬比賽【櫻丘高校輕音部協贊 小唯的誕生日特別賽馬】（另有一說，是芳文社出錢舉辦）。

## 歌曲CD
| CD名稱                                              | 演唱                       | 发售日期       | 銷售紀錄                                                           |
| 主題曲                                              | 主題曲                     | 主題曲         | 主題曲                                                             |
| --------------------------------------------------- | -------------------------- | -------------- | ------------------------------------------------------------------ |
| Cagayake!GIRLS                                      | 櫻高輕音部                 | 2009年4月22日  | 日本Oricon週間單曲榜初上榜第4位 2009年上半年動畫單曲銷量第2位      |
| Don't say “lazy”                                    | 櫻高輕音部                 | 2009年4月22日  | 日本Oricon週間單曲榜初上榜第2位 2009年上半年動畫單曲銷量第1位      |
| GO! GO! MANIAC                                      | 放學後TEA TIME             | 2010年4月28日  | 日本Oricon週間單曲榜初上榜第1位                                    |
| Listen!!                                            | 放學後TEA TIME             | 2010年4月28日  | 日本Oricon週間單曲榜初上榜第2位                                    |
| Utauyo!!MIRACLE                                     | 放學後TEA TIME             | 2010年8月4日   | 日本Oricon週間單曲榜初上榜第3位                                    |
| NO,Thank You!                                       | 放學後TEA TIME             | 2010年8月4日   | 日本Oricon週間單曲榜初上榜第2位                                    |
| 劇中曲                                              |                            |                |                                                                    |
|                                                     | 櫻高輕音部                 | 2009年5月20日  | 日本Oricon週間單曲榜初上榜第3名 2009年上半年動畫單曲統計第4位      |
| Maddy Candy                                         | DEATH DEVIL                | 2009年8月12日  | 日本Oricon週間單曲榜初上榜第9位                                    |
|                                                     | 放學後TEA TIME             | 2009年7月22日  | 日本Oricon週間專輯榜初上榜第1位 日本史上首張勇奪冠軍的動畫角色專輯 |
|                                                     | 放學後TEA TIME             | 2010年6月2日   | 日本Oricon週間單曲榜初上榜第4位                                    |
|                                                     | DEATH DEVIL                | 2010年6月23日  | 日本Oricon週間單曲榜初上榜第7位                                    |
|                                                     | 放學後TEA TIME             | 2010年9月8日   | 日本Oricon週間單曲榜初上榜第3位                                    |
|                                                     | 放學後TEA TIME             | 2010年10月27日 | 日本Oricon週間專輯榜初上榜第1位                                    |
| 電影版歌曲                                          |                            |                |                                                                    |
| Unmei♪wa♪Endless!                                   | 放學後TEA TIME             | 2011年12月7日  | 日本Oricon週間單曲榜初上榜第5位                                    |
| Singing!                                            | 放學後TEA TIME             | 2011年12月7日  | 日本Oricon週間單曲榜初上榜第4位                                    |
|                                                     | 放學後TEA TIME DEATH DEVIL | 2012年1月18日  | 日本Oricon週間專輯榜初上榜第4位                                    |
| 原聲帶OST                                           |                            |                |                                                                    |
| K-ON! ORIGINAL SOUND TRACK                          | 動畫背景音樂等             | 2009年6月3日   | 日本Oricon週間專輯榜初上榜第15位                                   |
| 「K-ON!」 Official Band Score集!!                   | 動畫背景音樂等             | 2009年9月2日   | 日本Oricon週間專輯榜初上榜第8位                                    |
| 「K-ON!」 Official Band Score集!! PART2             | 動畫背景音樂等             | 2010年3月3日   | 日本Oricon週間專輯榜初上榜第33位                                   |
| 「K-ON!!」 Official Band Score集 〜Let's MUSIC!!〜  | 動畫背景音樂等             | 2010年5月26日  | 日本Oricon週間專輯榜初上榜第12位                                   |
| K-ON!! ORIGINAL SOUND TRACK Vol.1                   | 動畫背景音樂等             | 2010年7月21日  | 日本Oricon週間專輯榜初上榜第16位                                   |
| 「K-ON!!」 Official Band Score集 〜Let's MUSIC!!2〜 | 動畫背景音樂等             | 2010年9月15日  | 日本Oricon週間專輯榜初上榜第20位                                   |
| K-ON!! ORIGINAL SOUND TRACK Vol.2                   | 動畫背景音樂等             | 2010年10月6日  | 日本Oricon週間單曲榜初上榜第13位                                   |
| 「K-ON!!」 Official Band Score集 〜Let's MUSIC!!3〜 | 動畫背景音樂等             | 2010年12月22日 | 日本Oricon週間單曲榜初上榜第38位                                   |
| 「K-ON!!」 Official Band Score集 〜Let's MUSIC!!4〜 | 動畫背景音樂等             | 2011年6月15日  | 日本Oricon週間單曲榜初上榜第49位                                   |
| K-ON! MOVIE ORIGINAL SOUND TRACK                    | 動畫背景音樂等             | 2011年12月21日 | 日本Oricon週間單曲榜初上榜第20位                                   |
| 「K-ON!」劇場版 Official Band Score集 K-ON! MOVIE編 | 動畫背景音樂等             | 2012年2月19日  |                                                                    |
| 角色印象歌曲                                        |                            |                |                                                                    |
| 「K-ON!」角色印象歌曲 平澤唯》」                    | 平澤唯（声：豐崎愛生）     | 2009年6月17日  | 日本Oricon週間單曲榜初上榜第3位                                    |
| 「K-ON!」角色印象歌曲 秋山澪                        | 秋山澪（声：日笠陽子）     | 2009年6月17日  | 日本Oricon週間單曲榜初上榜第2位                                    |
| 「K-ON!」角色印象歌曲 田井中律                      | 田井中律（声：佐藤聰美）   | 2009年8月26日  | 日本Oricon週間單曲榜初上榜第5位                                    |
| 「K-ON!」角色印象歌曲 琴吹紬                        | 琴吹紬（声：寿美菜子）     | 2009年8月26日  | 日本Oricon週間單曲榜初上榜第6位                                    |
| 「K-ON!」角色印象歌曲 中野梓                        | 中野梓（声：竹達彩奈）     | 2009年8月26日  | 日本Oricon週間單曲榜初上榜第3位                                    |
| 「K-ON!」角色印象歌曲 平澤憂                        | 平澤憂（声：米澤圓）       | 2009年10月21日 | 日本Oricon週間單曲榜初上榜第8位                                    |
| 「K-ON!」角色印象歌曲 真鍋和                        | 真鍋和（声：藤東知夏）     | 2009年10月21日 | 日本Oricon週間單曲榜初上榜第9位                                    |
| 「K-ON!!」角色印象歌曲 平澤唯                       | 平澤唯（声：豐崎愛生）     | 2010年9月21日  | 日本Oricon週間單曲榜初上榜第5位                                    |
| 「K-ON!!」角色印象歌曲 秋山澪                       | 秋山澪（声：日笠陽子）     | 2010年9月21日  | 日本Oricon週間單曲榜初上榜第4位                                    |
| 「K-ON!!」角色印象歌曲 田井中律                     | 田井中律（声：佐藤聰美）   | 2010年11月17日 | 日本Oricon週間單曲榜初上榜第10位                                   |
| 「K-ON!!」角色印象歌曲 琴吹紬                       | 琴吹紬（声：寿美菜子）     | 2010年11月17日 | 日本Oricon週間單曲榜初上榜第11位                                   |
| 「K-ON!!」角色印象歌曲 中野梓                       | 中野梓（声：竹達彩奈）     | 2010年11月17日 | 日本Oricon週間單曲榜初上榜第9位                                    |
| 「K-ON!!」角色印象歌曲 平澤憂                       | 平澤憂（声：米澤圓）       | 2011年1月19日  | 日本Oricon週間單曲榜初上榜第5位                                    |
| 「K-ON!!」角色印象歌曲 真鍋和                       | 真鍋和（声：藤東知夏）     | 2011年1月19日  | 日本Oricon週間單曲榜初上榜第9位                                    |
| 「K-ON!!」角色印象歌曲 鈴木純                       | 鈴木純（声：永田依子）     | 2011年1月19日  | 日本Oricon週間單曲榜初上榜第8位                                    |
| 廣播劇CD                                            |                            |                |                                                                    |
| 「RADI-ON!」特別版!                                 | 廣播劇CD                   | 2010年2月24日  | 日本Oricon週間單曲榜初上榜第43位                                   |
| 「RADI-ON!」特別版!                                 | 廣播劇CD                   | 2010年3月17日  | 日本Oricon週間單曲榜初上榜第44位                                   |
| 全歌曲CD                                            |                            |                |                                                                    |
| K-ON! MUSIC HISTORY'S BOX                           |                            | 2013年3月20日  |                                                                    |

## 遊戲
K-ON!放學後LIVE!!
2010年9月30日世嘉公司發售的PlayStation Portable遊戲。2010年4月3日官方網站發表決定遊戲化。2012年6月21日在PS3平台上推出HD版本
集換式卡片遊戲
Movic和ensky制作的第1彈作品。2010年5月28日發售

## 软件
名称：『K-ON! ILLUSTRATION ARCHIVES 2009-2012』
介绍：该软件于Comic Market 83放出，收录了電視動畫各季及剧场版總共423张彩图（包括C83全新彩图以及从未公开过的彩图）。

## 活動
亞洲動畫節
2009年11月21日・22日在新加坡“亞洲動畫節”（Anime Festival Asia，簡稱 AFA）邀請主演聲優進行了配音、現場問答出演、錄音。
TV動畫『K-ON!』 LIVE活動 ~Let's Go!~
2009年12月30日在橫濱體育館舉辦了『K-ON!』LIVE活動。擔當主要角色的8個聲優，本作品樂曲的作曲家帶來的背景樂隊演出。而且一部份樂曲（「わたしの恋はホッチキス」、「ふわふわ時間」）是由聲優現場演奏。2010年6月30日發售了DVD和Blu-ray Disc。
TV動畫『K-ON!!』活動 〜Come with Me!!〜
2011年2月20日在埼玉超級競技場召開的活動，出演的聲優共為十人。而一部份樂曲（「ぴゅあぴゅあはーと」、「ふわふわ時間」）是由聲優現場演奏，ENCORE曲則是（「Utauyo!!MIRACLE」、「NO,Thank You!」）DOUBLE ENCORE曲（「Cagayake!GIRLS」、「Don't say "lazy"」）。於2011年8月3日發售DVD和Blu-ray Disc。
其他活動
2009年9月21日，粉絲在豐鄉小學舉辦了live。
2019年9月1日，劇中樂團放學後TEA TIME在Animelo Summer Live以神秘佳賓出場，演唱了Don't say "lazy"以及GO! GO! MANIAC兩首片尾曲與主題曲。

## 外部連結
- . （原始内容存档于2013-06-03） （日语）.
- K-ON! 漫画在线连载（Niconico静图 · Kirara基地） （页面存档备份，存于）（日語）
- （K-ON! 漫画作者个人主页）（日語）
- K-ON! 動畫官方網站（TBS電視）（页面存档备份，存于）（日語）
- K-ON! ILLUSTRATION ARCHIVES 2009-2012 （页面存档备份，存于）（日語）